# 아나부키정
아나부키정(穴吹町)은 도쿠시마현 미마군의 옛 정이다. 우편번호 머리가 777로 시작되는 전국에서 단 한곳이었다.
2005년 3월 31일, 와키정, 미마정, 고야다이라촌과 합병해 미마시가 되었다.
과거의 정역은 현재의 미마시 이나부키정미시마, 이나부키정이나부키, 이나부키정구치야마, 이나부키정코미야에 해당된다.

## 역사
- 1889년 10월 1일 - 정촌제 시행에 의해 합병전의 정역인 이나부키촌이 성립하였다.
- 1924년 1월 26일 - 정으로 승격해 이나부키정이 되었다.
- 1955년 3월 31일 - 구치야마촌, 후루미야촌, 미시마촌과 합병해 새로운 이나부키정이 성립하였다.
- 1976년 9월 12일 - 태풍 17호가 접근. 후루미야 지구에서는 토석류가 발생, 인적 피해는 없었지만 아나부키 고교 아나부키 분교 외 민가 28호가 유실되고 약 30호가 전파되었다.
- 2005년 3월 1일 - 와키정, 미마정, 고야다이라촌과 합병해 미마시가 성립하였다. 동일 이나부키정은 폐지되었다.

## 교통

### 철도
- 시코쿠 여객철도 도쿠시마 선

### 도로
- 도쿠시마 자동차도
- 국도 192호선
- 국도 193호선
- 국도 492호선